# Sylwia Chutnik
Sylwia Magdalena Chutnik (ur. 12 lipca 1979 w Warszawie) – polska kulturoznawczyni, pisarka, feministka, działaczka społeczna, publicystka i promotorka czytelnictwa.  
Laureatka Paszportu Polityki w kategorii Literatura za rok 2008, trzykrotnie nominowana do Nagrody Literackiej Nike: w 2009 za Kieszonkowy atlas kobiet, w 2013 za Cwaniary i w 2015 za W krainie czarów. Do 2019 jej książki zostały wydane w dziewięciu państwach.   

## Życiorys
Córka Grażyny i Krzysztofa Chutników. Ma siostrę przyrodnią Abigail, która urodziła się i mieszka w USA. Ma dorosłego syna Brunona Modrzewskiego.
Jako nastolatka była członkinią prowadzonego przez Danutę Wawiłow KLANu – Klubu Ludzi Artystycznie Niewyżytych, gdzie uczyła się pisać poezję i prozę. W latach 90. XX w. była wolontariuszką Amnesty International i zaangażowała się w działalność anarchofeministycznych grup Emancypunx i Radykalne Czirliderki. 
Jest absolwentką Gender Studies na Uniwersytecie Warszawskim. 27 listopada 2018 roku obroniła doktorat w Zakładzie Historii Kultury Instytutu Kultury Polskiej UW pod kierunkiem prof. Małgorzaty Szpakowskiej rozprawą „Codzienność Warszawy w latach 1954–1955. Zmysły, ciało, obyczaje”. Jako wykładowczyni rozpoczynała w Instytucie Kultury Polskiej Uniwersytetu Warszawskiego. Współpracuje z Uniwersytetem Szkoły Wyższej Psychologii Społecznej, gdzie prowadzi wykłady i warsztaty pisarskie. Jej teksty i badania ukazały się w ponad dwudziestu antologiach. Jej zainteresowania naukowe to: antropologia codzienności, historia kultury, literatura XX wieku, historia ruchów emancypacyjnych, miasto i płeć.
Od listopada 2016, w duecie z Grażyną Plebanek, publikuje felietony w „Polityce”. Jest felietonistką „Wysokich Obcasów” i miesięcznika „Pani”.
Założycielka, wokalistka i autorka tekstów piosenek queer-punkowego zespołu Zimny Maj. Prowadzi podcast Radio Sylwia i Elgiebete TV.
W 2019 dokonała apostazji. W lipcu 2020 na łamach magazynu „Replika” zrobiła coming out jako lesbijka.

## Twórczość
W 2008 zadebiutowała powieścią Kieszonkowy atlas kobiet, za którą otrzymała Paszport Polityki. Jej twórczość odwołuje się do tematów feministycznych oraz koncepcji płci kulturowej gender i herstorii.  Porusza także tematy związane z historią i kulturą Polski. 
Jej proza została przetłumaczona i wydana w Niemczech, Rosji, Czechach, na Słowacji, Węgrzech, w Chorwacji, Ameryce Północnej, Serbii i na Litwie.

### Książki
- Kieszonkowy atlas kobiet, Kraków 2008 (została przetłumaczona na język czeski, niemiecki, litewski, rosyjski oraz słowacki)[20].
- Dzidzia, Warszawa 2009[21].
- Warszawa kobiet, Warszawa 2011.
- Mama ma zawsze rację, Warszawa 2012[21].
- Cwaniary, Warszawa 2012.
- W krainie czarów, Kraków 2014[22].
- Jolanta, Kraków 2015[23].
- Smutek cinkciarza, Warszawa 2016[19].
- Kobiety, które walczą: Rozmowy z zawodniczkami sztuk walki, Warszawa 2017[24]
- Dino Bambino, 2018
- Miasto zgruzowstałe. Codzienność Warszawy w latach 1954- 1955, Wrocław 2020[25]
- Tyłem do kierunku jazdy, 2022[26]

### Sztuki teatralne
Autorka sztuk dramatycznych Muranooo (w Teatrze Dramatycznym w Warszawie i Itim Theatre Ensemble w Tel Avivie), Aleksandra (w Teatrze Dramatycznym w Wałbrzychu) i Wanda (współautorka z Patrycją Dołowy, w Teatrze Starym w Krakowie) „Gwałt. Głosy” (Teatr Powszechny) oraz słuchowiska radiowego „Piwnica” (premiera w Trójce 4 sierpnia 2014).
Na podstawie jej powieści wystawiono sztuki Kieszonkowy Atlas Kobiet (premiera 6 marca 2009, reż. Waldemar Śmigasiewicz) i Cwaniary (premiera 24 czerwca 2021, reż. Agnieszka Glińska, adaptacja: Marta Konarzewska i Agnieszka Glińska).

## Działalność społeczna
Założycielka działającej w latach 2007–2019 Fundacji MaMa, zajmującej się prawami matek. Współorganizatorka pierwszej Warszawskiej Manify i współzałożycielka Porozumienia Kobiet 8 Marca, w którym działała do 2015 roku. Z zamiłowania varsavianistka i przewodniczka miejska po Warszawie. Autorka kilku autorskich tras śladami kobiet i postaci literackich. 
Nie je mięsa. 
Zasiada w Kapitule Nagrody im. Olgi Rok, Kapitule Obywatelskiej Naukowych Nagród „Polityki” oraz w Radzie Funduszu Feministycznego. Jest członkinią Związku Literatów Polskich oraz Stowarzyszenia Unia Literacka. W ramach tego drugiego, kierowała komisją zapomóg powołaną w trakcie pandemii koronawirusa do redystrybucji środków finansowych na pomoc pisarkom i pisarzom, którzy znaleźli się w trudnej sytuacji materialnej.

### Promocja czytelnictwa
Od września 2014 do grudnia 2015 roku wraz z Karoliną Sulej prowadziła program literacki „Cappuccino z książką” na antenie TVP Kultura. Zakończenie współpracy pisarka publicznie tłumaczyła zmianami w kierownictwie TVP po wygranych przez Prawo i Sprawiedliwość wyborach z 2015 roku. W TVP Kultura prowadziła również program „Zapomniani – odzyskani”.
Po zakończeniu współpracy z telewizją publiczną z Karoliną Sulej kontynuowały rozmowy o literaturze w programie „Barłóg literacki” emitowanym w serwisie YouTube. Produkcję materiałów wideo wspomagają finansowo widzowie przez portal Patronite.

## Nagrody i wyróżnienia
- Dama Warszawy (2007),
- Paszport Polityki w kategorii literatura (2008),
- Społeczny Nobel Ashoki (2008),
- Wawoaktywni (2008),
- Nagroda m. st. Warszawy (2018).

Stypendystka: Homines Urbani (2008), Instytutu Books from Lithuania (2009), VII edycji Programu Stypendialnego Ministra Kultury i Dziedzictwa Narodowego Młoda Polska (2010), Miasta Stołecznego Warszawy (2010) oraz Instytutu Goethego (2010).
Nominowana do „Stołka”; nagrody Gazety Stołecznej 2008, do tytułu Polki Roku 2007 Gazety Wyborczej i Kobiety Glamour 2008 oraz Róży Gali w kategorii literatura w 2010 roku, do nagrody „3 X portalu „Onaonaona.com” oraz do „Okularów Równości 2012”. Dwukrotnie nominowana do nagrody Warszawianka Roku (2018, 2021).

## Galeria

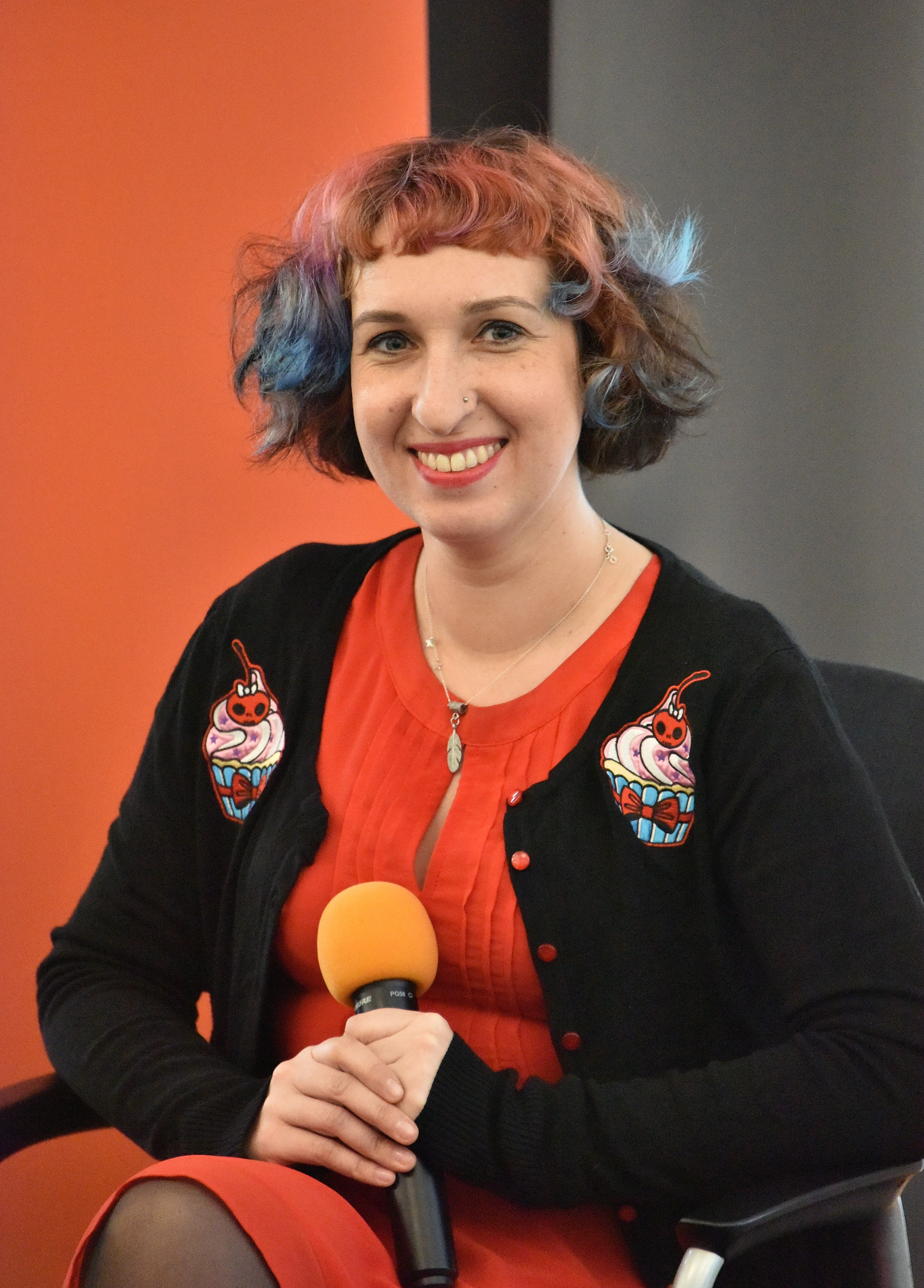
Sylwia Chutnik (2017)
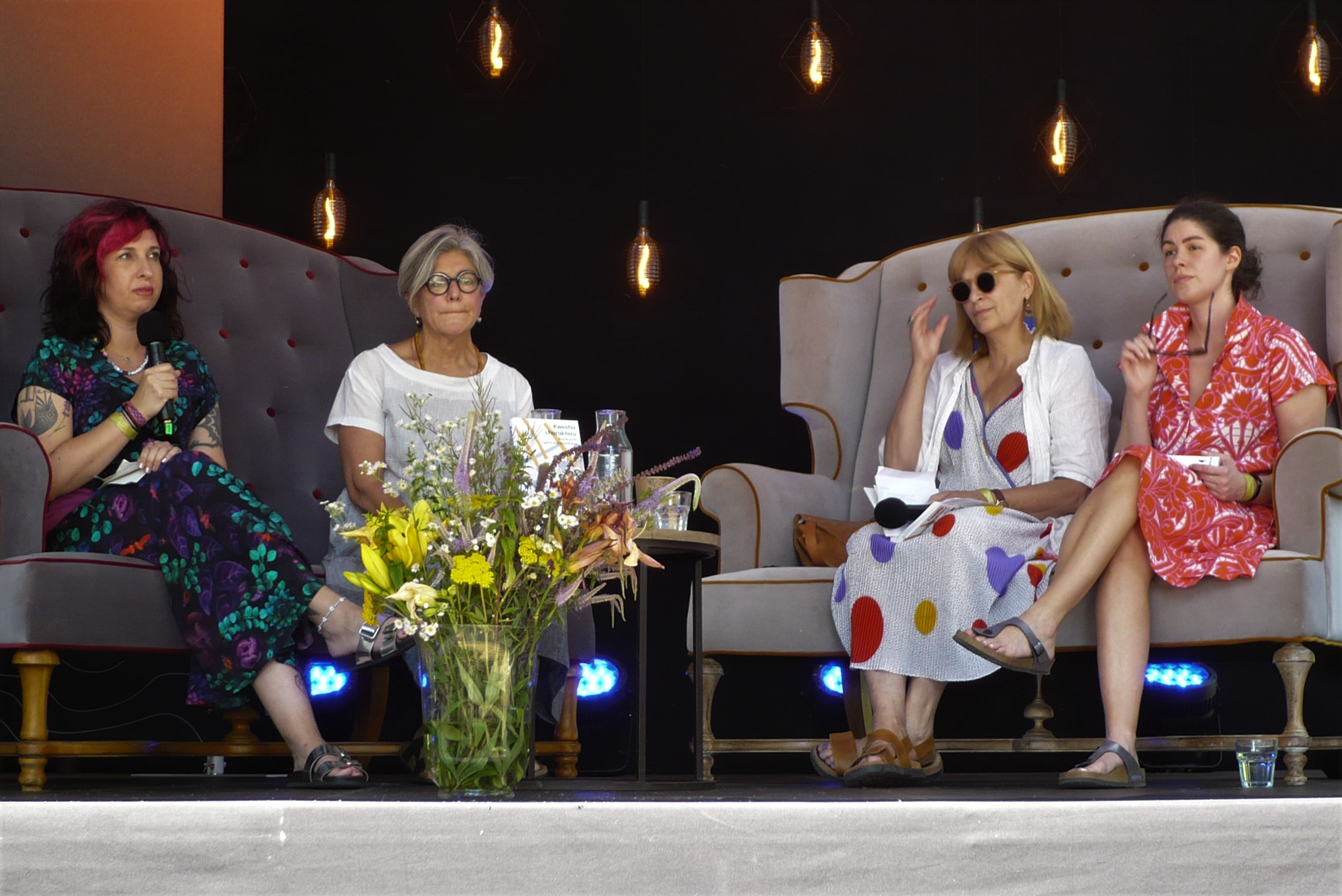
Sylwia Chutnik (z lewej)
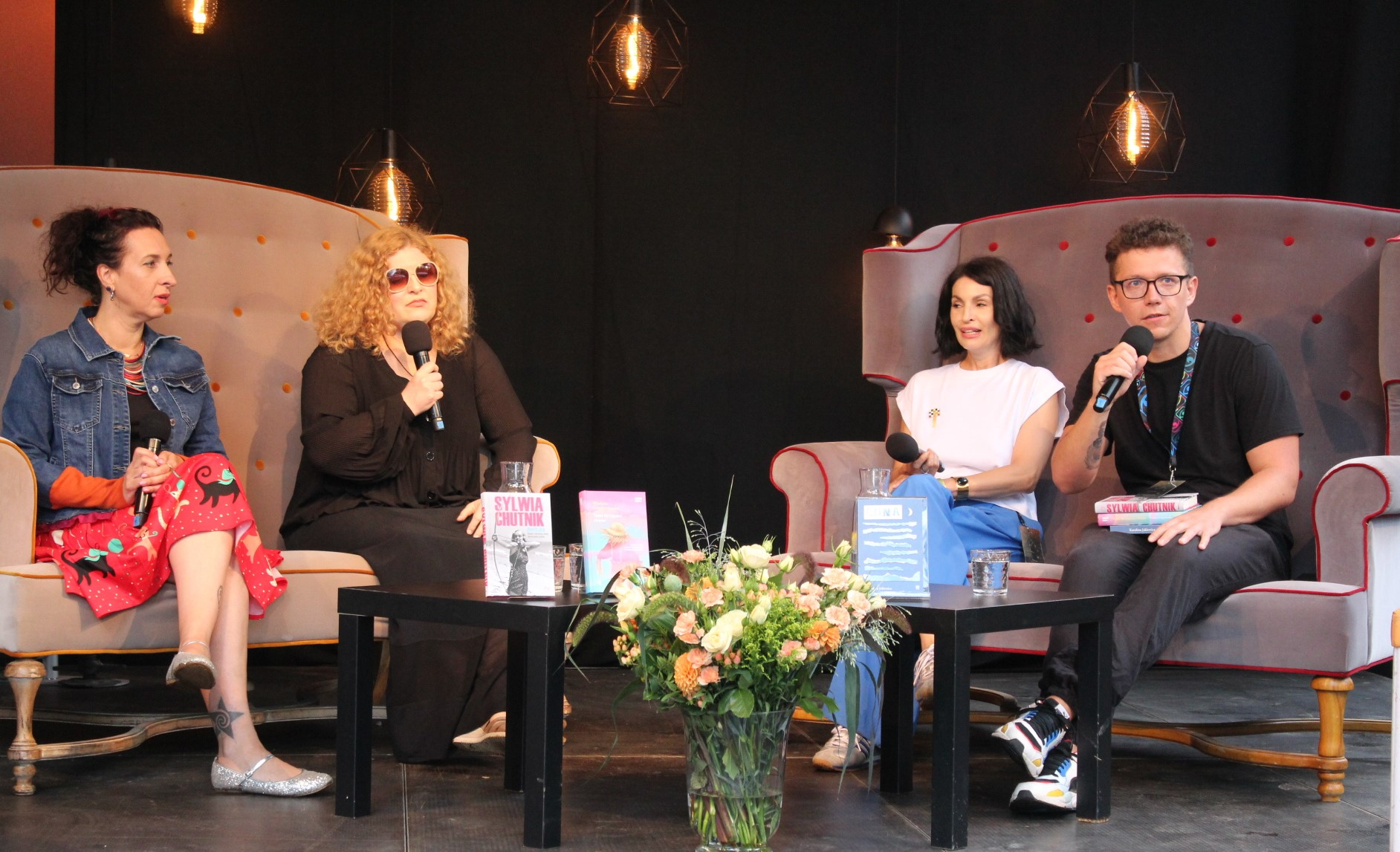
Z W. Grzegorzewską i Karoliną Jaklewicz
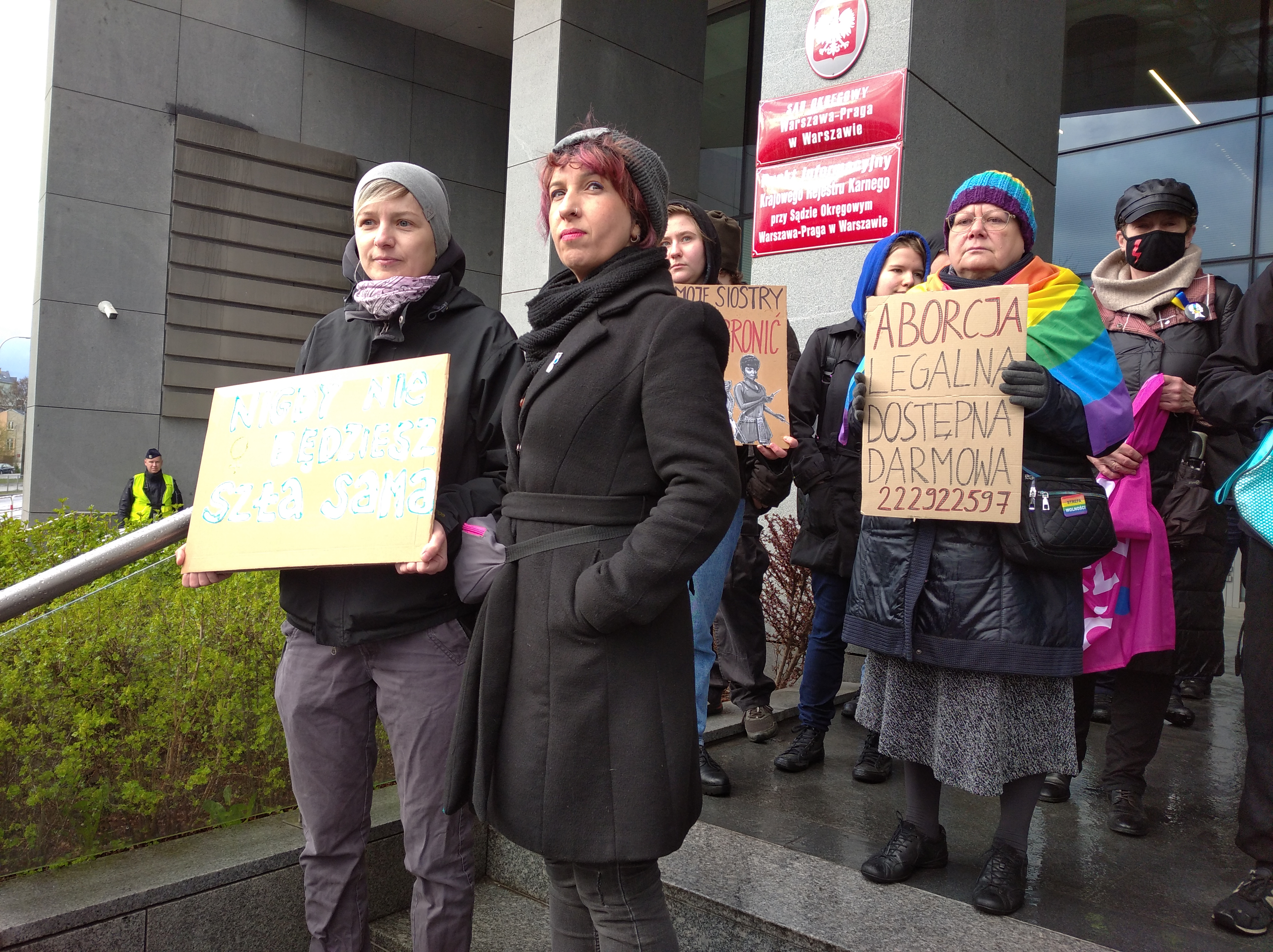
S. Chutnik na demonstracji
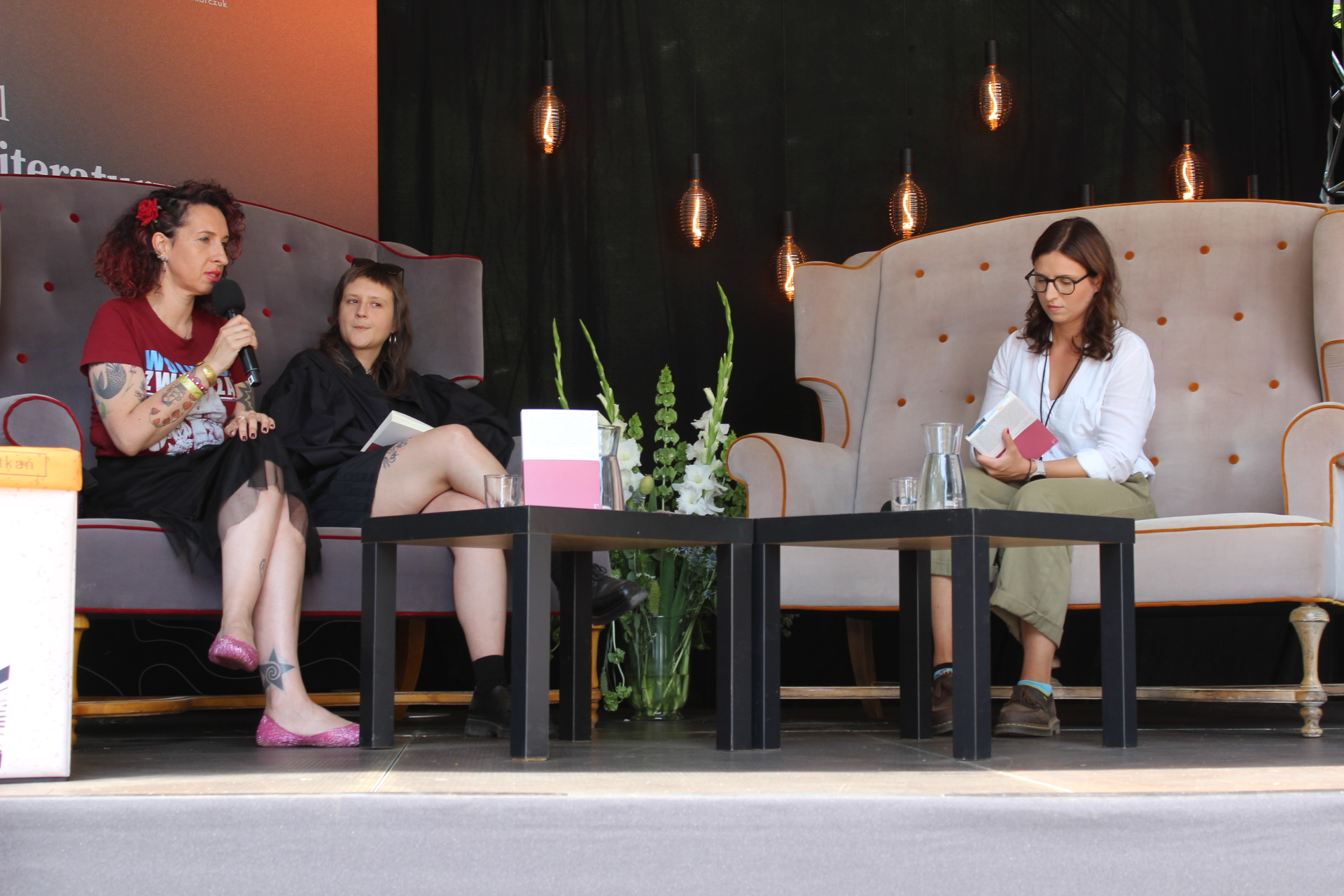
Z Justyną Bilik, Aleksandrą Majak
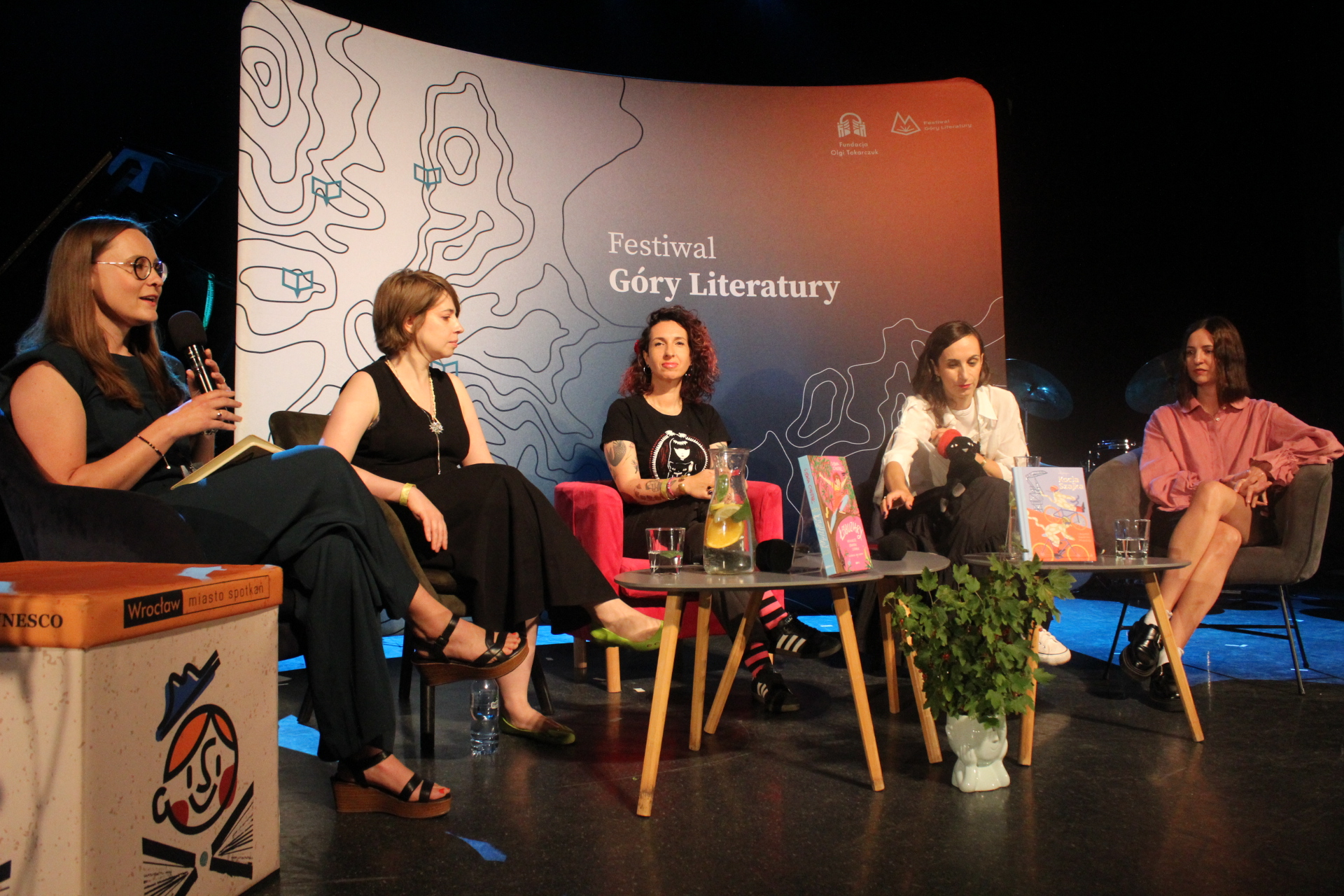